# بنو سليح
بنو سليح (أو اختصارا سليح) كانوا أكبر الحلفاء العرب للامبراطورية البيزنطية في سوريا الرومانية في القرن الخامس الميلادي. هزموا التنوخيين (الذين كانوا مسيطرين في القرن الخامس) ثم سقطوا أمام الغساسنة في مطلع القرن السادس.
تركز بنو سليح بشكل أساسي في وادي السرحان ومنطقة البلقاء، ثم امتدوا شمالا حتى وصلوا منطقة حلب بعد دخولهم في خدمة الامبراطورية البيزنطية.
كان بنو سليح موكلين بجمع الضرائب من البدو الذين يرغبون بالمشاركة في الليمس العربي والدفاع عن الجبهة البيزنطية من هجمات البدو في شبه الجزيرة العربية وبادية الشام.
كان بنو سليح من المسيحيين المتشددين، وقام واحد على الأقل من ملوكهم، داوود، ببناء دير مسيحي هو دير داوود.

## الأصل
الفترة السليحية أكثر غموضا من فترة التنوخيين التي سبقتهم (القرن الرابع) وفترة الغساسنة (القرن السادس) التي تلتهم بسبب ندرة المصادر المتوفرة. المصدر اليوناني الوحيد الذي ذكر القبيلة كان المحامي الإغريقي سوزومن، الذي وصف بأنه «قيم في كتابة تاريخ الحلفاء العرب في القرنين الرابع والخامس»، وفقا للمؤرخ الحديث عرفان شهيد.
المصادر العربية التي وصفت بنو سليح أيضا ضئيلة، باستثناء المؤرخ العربي من العصور الوسطى، هشام بن الكلبي، الذي سجل أنساب القبيلة وبعض تاريخها في «جمهرة النسب».
ويختلف تأريخه لهذه القبيلة عن القبائل العربية الأخرى بأن هشام لم يحصل على معلوماته من رجال القبيلة مباشرة، بل من أشخاص عاشروا أبناء قبيلة بني سليح، بالأخص الغساسنة وبني كلب وكندة.
معظم المصادر العربية الأخرى عن بني سليح مشتقة من عمل هشام، من سقوط السليحيين، كتاب المحبر الذي ألفه ابن حبيب -تلميذ هشام- يعد أهم مرجع، بينما تاريخ اليعقوبي يعد الأكثر قيمة لدقته في علوم الأعلام وأسماء المناطق الجغرافية.
كما أن أعمال مؤرخ القرن العاشر، حمزة الأصفهاني، تشارك في إكمال تفاصيل سقوط بني سليح.

## النسب
يعد نسب بنو سليح غامضا جدا بالرغم من إجماع الدارسين على أنهم انحدروا في الأساس من قبيلة لخم. التي تمركزت في سوريا البيزنطية والشمال العربي منذ العصور القديمة.
في المصادر العربية، يشير بنو سليح إلى القبيلة، وتشير الدجاعمة إلى البيت الملكي لبني سليح في العصر البيزنطي.
استنادا إلى ما ورد في «جمهرة أنساب العرب»، يعود نسب بني سليح إلى بني عباد من لخم.
الاسم الأساسي لسليح -حامل اسم القبيلة- هو عمرو. مؤسس الدجاعمية هو دجعم بن سعد بن صالح.

## التاريخ

### الأصل
استنادا إلى ما ورد في المصادر العربية في العصور الوسطى، قبل دخولهم إلى سوريا البيزنطية، تأسس بنو سليح في شمال شبه الجزيرة العربية.
ذكر المؤرخ العربي من العصور الوسطى عمر بن شبة أنه في مطلع القرن الثالث، تحالف بنو سليح مع الامبراطورية التدمرية الذين أسكنوهم في «مناظر الشام» (أبراج مراقبة لليمس العربي- الجبهة البيزنطية-العربية) بين منطقة البلقاء (شرق الأردن) وحوارين قرب حمص.
معظم المصادر تشير إلى أن بني سليح أتوا من وادي السرحان، وهو وادٍ يحد بجزئه الشمالي مقاطعة العربية البترائية البيزنطية.
أول استقرار لبني سليح في الليمس العربي، وقاعدتهم الأساسية كانت على الأرجح في المقاطعات الرومانية الثلاث؛ العربية البترائية وفلسطين الثالثة وفينيقيا، وجميعها متواجدة في جنوب المشرق العربي.
وفقا لشهيد، تلك كانت المنطقة التي عادة ما تستقر فيها القبائل القادمة إلى الأراضي البيزنطية من وادي السرحان. إضافة إلى ذلك، في القرن الخامس كانت حاجة الدولة البيزنطية إلى حلفاء أكبر ما تكون في تلك المنطقة حيث ان الوضع الأمني مع الأمبراطورية الساسانية جعل منطقة شبه الجزيرة العربية أكبر مصدر للقوات المعادية للامبراطورية.

## القيام
الفترة المحددة التي سيطر فيها بنو سليح على منطقة الحلفاء العرب للامبراطورية البيزنطية غير مؤكدة. وفقا للمؤرخ وارويك بول، أصبح بنو سليح رؤساء التحالف العربي للبيزنطة في نهاية القرن الرابع أثناء تراجع دور التنوخيون، الذين تدهورت قواتهم نتيجة فشل ثورة عام 383.
ومن الواضح أن التنوخيون بلغو ذروتهم بين فترات حكم الامبراطوريون أركاديوس (395-408) وأنستاسيوس (489-518).
كان المؤسس لعائلة زوكوميد (العائلة المالكة لبني سليح)، هو زوكوموس، المعروف بالعربية باسم حمادة، والملقب بضجعم (الأعظم)، رجل قبلي عظيم قبل تحالفه مع البيزنطة. وذكر سوزومين أن زوكوموس أصبح حاكما أثناء الحكم البيزنطي وأعتنق الديانة المسيحية مع جميع من «يعنوه من الأشخاص» بعد أن قام رجل دين مشهور بتنجيم ولادة ابنه شريطة أعتناق ودعم الديانة المسيحية.
وقد أنجب زوكوموس طفلين، عمرو وعوف. ومن المحتمل أن الأبن الأكبر هو الذي تم التنجيم بولادته لأن أسمه يدل على بشارة سارة، كما قام ذلك الأبن بتأسيس القسم الأهل أهمية لعائله الزوكومديونو ووفقا لشهيد قد يكون هو من أسس «دير عمرو» شمال القدس، ويعد حاليا معلم مسيحي مهم ومازال يعرف بالاسم ذاته.
«أنجب عمرو منذر، الذي ليس من المعروف عنه شيء سواء اسمه».
«أنجب عوف ابن واسماه عمرو، كما أصبح جدا لحبالا/ حبولة (على الأرجح أنها الشخص نفسه) وحوثرة».
لا شيء معروف عن أبناء وأحفاد عوف، لكن أبناء منذر وعمرو (ابن عوف) كانو مسجلين بنواحي عدة. حيث كانوا أخر جيل لحكام بنو سليح.

داوود -ابن حبالة- كان أشهر ملك لبني سليح، ويعود السبب وراء ذلك إلى السيرة الحياتية القصيرة التي وردت في جمرة العرب، وفيها ورد عنه:
لقد كان ملكا يشارك في حملات غزو. ثم أصبح مسيحيا، تاب، وأصبح لا يطيق رؤية الدماء، واتبع حياة التدين. قام ببناء دير وكان يقوم بنقل المياه والهاون على ظهره، ويقول: «أنا لا أحتاج من أحد أن يساعدني»، وثم كانت تتبلل ملابسه، ولقب باللاذق، «عندما أصبح كارها لسفك الدماء والقتل، ضعفت مكانته وأصبح هو نفسه هدف الغزوات، حتى قتل من قبل ثعلبة بن أمير الأكبر ومعاوية ابن حجير» -جمهرة النسب، هشام ابن الكلبي.

وفقا إلى شهيد، التصريح بأن داوود أعتنق المسيحيية «لا بد أنه خاطئ»، حيث أن الزوكوموديون كانوا مسيحيين منذ وقت زوكوموس (تقريبا في 400م). لكن التصريح حول التحول في تقوى داوود هي «صحيحة ولا يمكن النظر اليها بشك».
اسم داوود ـالاسم العربي لديفيد- هو نادر بين السليحيين والتنوخيون والغساسنة، احتراما، حيث كان اسم انجيلي وليس عربيا. مما يشير إلى أن داوود أو والده كانا مرتبطين لتقليد انجيلي أو الملك الأسرائيلي داوود نفسه.
كان داوود من بنى الدير باسمه، دير داوود شمال سوريا بين الرصافة وأثريا.
وفقا لابن حبيب- تلميذ هشام، فان داوود قبل أن يصبح ملكا لبني سليح، كان «جرار» (مسؤولا عن الف محارب).
وفقا لما ورد في في كتاب جمهرة وفي بيت شعري ألف من قبل ابنة داوود المجهولة الهوية، أن داوود قتل من قبل ثعلبة ابن أمير ومعاوية ابن هجير، أحد قادة القبائل المجاورة، بنو كلب وبنو نمير ابن وبرة.
وفقا لشهيد، فقد كان قاتلي داوود من قبائل قد تحالفت لاضعاف قوة بنو سليح.
من البيت الشعري لابنة داوود، كان من البديه أن المعركة أخذت مكانا بين القرنتين (المعروفة حاليا باسم الشيخ سعد) في حوران وجبل حاريب في مرتفعات الجولان.
تعد وفاة داوود عنصر أساسي في سقوط بنو سليح. أيضا، تدخل الأمبراطور ليو الأول في وحدة عظمى لبني سليح ضد الوانداليين في شمال أفريقيا أضعف السليحيين بشكل كبير لأن الأتحاد المشكل تم تدميره في معركة.
من الراجح أن قريب داوود -أو أخاه- زياد انتصرعلى داوود كحاكما مسيحيا، حيث كان عليه أن يلتزم بالديانة المسيحيية أو الموت، حيث كان جرارا أيضا وفقا إلى ابن حبيب، وشارك أيضا في معركة البردان. بعد أن سارت بداية المعركة إلى صالحهم، أنقلبت إلى صالح القبيلة الكندية المواجهة، التي كانت تراس من قبل عقل المرار حجر، وتم قتل زياد.
يلح شهيد على أنه لم يكن عقل المرار حجر الذي قام بالهجوم على الليمس العربي والحراس السليحيين على تلك الجبهة، بل كان حفيده حجر ابن حارث، في القرن الخامس.

## السقوط على أيدي الغساسنة
ثابت ابن المنظر، أحد الزوكوميديون، عمل كجامع ضرائب من القبائل العربية للسلطات البيزنطية، ومن الراجح أنه وكل بهذه المهمة من قبل الملك داوود.
وفقا لشهيد، يعد تعيينه من قبل داوود شيئا عظيما، لأنه يسلط الضوء على «دور الملوك العرب المسيحيين تجاه البيزنطة: لا يقتصر على المقاتلة فقط بل يتعداها إلى جمع ضرائب الامبراطورية من العرب».
قتل ثابت من قبل الزعيم الغساسني الأصم ذو العين الواحدة، جدع ابن عمرو، عندما حاول ثابت جمع الضرائب من الغساسنة.
نتج عن هذا الفعل الحرب بين الغساسنه وبنو سليح التي انتهت بانتصار الغساسنة وسيطرتهم على المناطق الخاصة بالحلفاء العرب في الامبراطورية البيزنطية.
عبر الغساسنه شبه الجزيرة العربية قرابة سنه 490 ميلادي، وكانوا مجبرين على ابداء احترامهم للقادة المتوفون من بني سليح في الليمس العربي.
شروط الغساسنه في ابداء الاحترام -وفقا لبني حبيب- كانت: دينار، دينار ونصف، وديناران لكل رجل من الغساسنة، بحسب مكانته.
مقتل داوود، زياد وثابت، تراجع قوتهم بعد الحملة الوندلية، والأعتداءات من قبل الكنديوون والغساسنه العرب في نهاية القرن الخامس، أدى جميع ذلك إلى تراجع مكانة بنو سليح عام 502، حين أصبح الغساسنة القوى المسيطرة للحلفاء العرب للامبراطورية البيزنطية.
بعدها، أشار شهيد أن بني سليح استمروا على العمل، لكن انخفضت رتبتهم.
بين الأعوام 502-529، تشكل بنو سليح من الحلفاء العرب وكانو يتلقون الأوامر بشكل مباشر من المحافظ لمقاطعتهم، أو من قائد الجيش في سوريا البيزنطية.
وفقا لسجلات النسل الواردة في جمهرة العرب، على الأرجح أن في ذلك الوقت، كانت فترة ازدهار حارث ابن مندالا، اخر الحكام المسيحيون للزوكوميديون.
وفقا لابن دريد، قال الشاعر الطائي أمير ابن جوين في قصيدة، أن حارث ابن مندالا قام في حملة غزو، على الأرجح من طرف البيزنطيين، ضد قبيلة عربية، على الأرجح أن تلك القبيلة هي قبيلة بنو أسد، ولم يرجعوا.
عندما كان الغساسنة تحت حكم الملك جبلة ابن الحارث أصبحوا قادة الملوك المسيحيين على قبائل الحلفاء العرب، أصبح بنو سليح خاضعين للغساسنة، وساد بينهم التوتر وبعض النزاعات.
في عام 580، أصبحت العلاقات بين الغساسنة والبيزنطة مشحونة، وتم إعادة مركزة السلطة على قبائل الحلفاء العرب.
مما نتج باستقلال بنو سليح عن الغساسنة، وقام أحد ملوكهم بالمشاركة في حصار البيزنطة لماردين عام 586.

## البقايا في العصر الإسلامي
لم يعلم أي شيء عن بني سليح حتى الفتح الاسلامي الشام عام 630م، عندما حاربو إلى جانب الحلفاء العرب المسيحيين ضد العرب المسلمين.
في دومة الجندل شمال العربية، هزم  بنو سليح، الكلبديون، التنوخيون والغساسنة من قبل المسؤول المسلم عياض بن غنم. وبعد ذلك هزم هذا التحالف ذاته من قبل القائد المسلم، خالد بن الوليد، رغم انضمام اللخميون (المناذرة) وبنو جذام إلى صفوفهم.
ظهر بنو سليح مع التنوخيون في مرة أخرى عام 638م، هذه المرة في المنطقة العسكرية في قنسرين، حيث طلب القائد المسلم، أبو عبيدة ابن الجراح منهم أعتناق الأسلام، الا أن مسيحيين بنو سليح الأرثودكسيون رفضوا ذلك.
على الأرجح أن بنو سليح قد أنتشروا في بلاد الشام والعراق والراجح أن بعض عشائرهم انضموا إلى قبائل أخرى. السليحي الوحيد الذي حقق مكانة بارزة هو اسامه بن زيد السليحي، الذي قام بخدمة الخلفاء الأمويين: الوليد الأول وسليمان بن عبدالملك، عن طريق توليه مهمة جمع الخراج (الضرائب على الأرض) في مصر. وكان كاتب الخلفاء هشام بن عبدالملك ويزيد الثاني.
خلاف ذلك، اخلاص بنو سليح للديانة المسيحية نتج عنه انعزالهم في الفترة الأسلامية، عكس التنوخيون والغساسنة، الذين استمرت عشائرهم بالازدهار.
وفقا للجغرافيين في العصر العباسي، عاش أعضاء بنو سليح  بالقرب من الكوفة -مع حلفائهم الطائيين- وباللاذقية.
وفقا للبكري، الذي احتفظ ببيانات ابن شبة عن أحفاد بني سليح، فانهم لا يزالون مستوطنين في البلقاء وحوارين في وقت كتابة ابن شبة لعمله عام 876م.

## العصر الحديث
في الأردن الحديثة (البلقاء)، الاثار القديمة لبني سليح موجودة في مناطق شتى ومنها: قرية ال- سليحي على بعد 20 كم شمال غرب عمان، ينابيع عين السليحي ووادي السير. أيضا، في هذه المناطق عاشت عشيرة السليحات، الذين أكد على أنهم أحفاد بنو سليح.

## فروع الأسرة
يذكر ابن خلدون أنه كان لسليح فرعان:
- الضجاعمة: نسبة ضجعم بن سعد بن سليح وهم ملوك الشام وقد ملكوها حتى غلبهم الغساسنة [36]
- بنو عبيد: نسبة لعبيد بن الأبرص بن عمرو بن أشجع بن سليح وكانوا ملوكا على الحضر والمشهور منهم الضيزن بن معاوية بن العبيد المعروف عند الجرامقة بالساطرون وقصّته مع سابور معروفة[37]